# Жгун Світлана Миколаївна
Світлана Миколаївна Жгун (нар. 5 вересня 1933, Яреськи, Шишацький район, Полтавська область, Українська РСР — пом. 18 січня 1997, Москва, Росія) — радянська акторка театру і кіно.

## Біографія
Народилася 5 вересня 1933 року в селі Яреськи Полтавської області Української РСР. Після середньої школи переїхала до Ленінграду. У 1953 році закінчила Ленінградський енергетичний технікум і два роки працювала техніком-енергетиком на одному з ленінградських заводів.

### Акторська кар'єра
У 1956 році Світлана Жгун вступила до Ленінградського театрального інституту імені О. М. Островського на акторський факультет і, ще навчаючись на 3-му курсі, знялася в комедії «Не май сто рублів» (1959), де зіграла невелику роль. Незабаром вона була запрошена на головну роль у фільмі Юлії Солнцевої «Повість полум'яних літ» (1960).
У 1960 році Жгун закінчила театральний інститут і стала акторкою Ленінградського театру драми імені Пушкіна.
У 1962 році переїхала до Москви, де стала спочатку акторкою Театру імені Ленінського комсомолу.
У 1963-1967 роках працювала в Малому театрі. Весь цей час Світлана Жгун продовжувала зніматися в кіно, виконуючи характерні ролі сильних духом жінок у радянському кіно 1960-х — початку 1970-х. Найпомітніші ролі: Уляна («Повість полум'яних літ»), Стеха Воронова («Товариш Арсеній»), Настя («Бабине царство»), Саня («Директор»), Ганна («Чекай мене, Ганна»), Олімпіада («Троє»). Наприкінці 1970-х років її акторська кар'єра перервалася.
Наприкінці 1980-х намагалася повернутися в професію, знялася в невеликій ролі у фільмі «Кохання з привілеями» (1989), але далі цього справа не пішла. 
Протягом усього життя мала алкозалежність. Померла 18 січня 1997 року в Москві. Похована на Троєкуровському кладовищі на ділянці 13а.

### Родина
Сестра — Гренада Мнацаканова (1937—2008), акторка Ленінградського театру музичної комедії. Втративши голос, залишила сцену. З 1975 року викладала на режисерському відділенні Ленінградської консерваторії.
- Перший чоловік — актор Геннадій Нілов, шлюб тривав близько півтора років.

- Другий чоловік — Олександр Борисов, художник кіно. Познайомилися на зйомках «Повісті полум'яних літ», одружилися, і Світлана переїхала в Москву.
  - Дочка — Лада Тікеб, художниця-реставраторка, з 2000 року живе в Копенгагені[2].
    - Онук Олександр (нар. 24 лютого 2008).

## Фільмографія
1. 1959 — Не май 100 рублів... —  Нюра, наречена Льоші
2. 1959 — Повість про молодят —  Валя, дівчина, яку вважали Шурою
3. 1960 — Повість полум'яних літ —  Уляна Василівна, дочка Рясного, вчителька історії
4. 1961 — Будні і свята —  Ніна
5. 1964 — Велика руда —  Наташа, наречена Віктора
6. 1964 — Блакитна чашка —  Маруся, мама Світлани
7. 1964 — Товариш Арсеній —  Стеха Воронова
8. 1965 — Ваш син і брат —  Нюра
9. 1967 —  Бабине царство —  Настя
10. 1968 —  1971 — Люди на Нілі (Єгипет, СРСР) —  Вєрка
11. 1969 —  Директор —  Саня Зворикіна, дружина Олексія Зворикіна
12. 1969 — Жди мене, Анна —  Ганна Серьогіна, кранівниця в порту
13. 1969 —  Троє —  Олімпіада
14. 1970 — І був вечір, і був ранок... —  Тетяна
15. 1971 —  Телеграма —  мати Вови   (немає в титрах)
16. 1972 — А пароплави гудуть і йдуть... —  Катя
17. 1972 —  Зрілість —  мати
18. 1973 — Своя земля (фільм) —  мати Колі
19. 1974 — Один єдиний —  Вєрка
20. 1974 — Совість —  Любов Тимофіївна Волощук, дружина Степана  (3-тя серія)
21. 1975 —  Дорога —  Галина, бригадирка
22. 1975 — Єдина... —  пасажирка поїзда
23. 1975 — Зірка привабливого щастя —  селянка   (немає в титрах)
24. 1975 — Надійна людина —  Клава, подруга буровика Ахмета
25. 1976 —  12 стільців (4-та серія) —  пасажирка пароплава
26. 1976 —  Спростування —  Анна Іванівна
27. 1977 —  Трясовина —  жителька села
28. 1989 — А чи був Каротин? —  дружина Гедройцера
29. 1989 — Любов з привілеями —  відпочивальниця-скандалістка, передовиця виробництва